# Christiaan Hendrik Persoon
Christiaan Hendrik Persoon (1761. február 1.- 1836. november 16.) német-holland botanikus, mikológus, a gombák rendszertanának egyik megalkotója.

## Élete

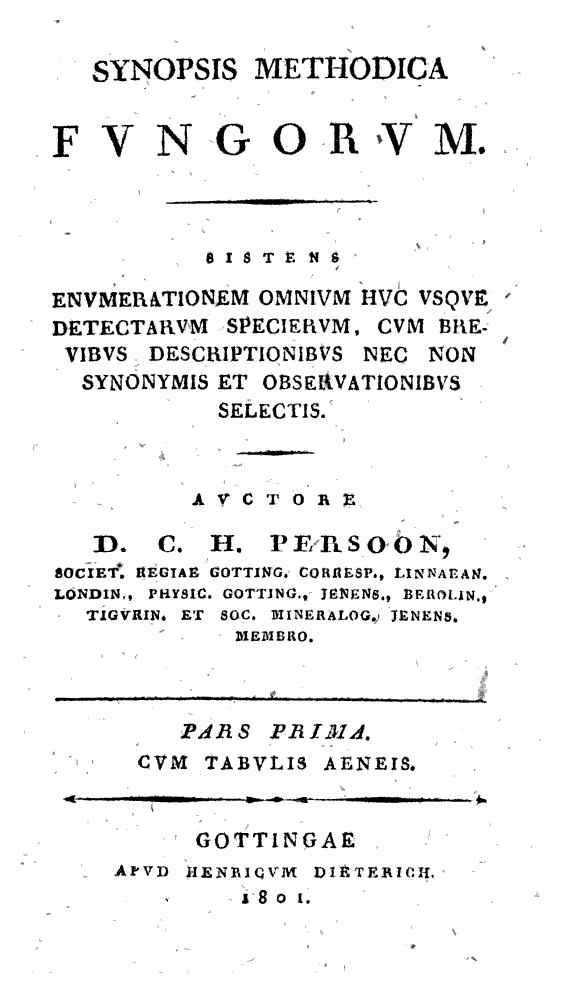
Persoon egyik fő műve, a Synopsis methodica fungorum

Persoon a jóreménység-foki Stellenboschban, a dél-afrikai holland gyarmatokon született, pomerániai apja és holland anyja harmadik gyermekeként. Anyja nem sokkal születése után meghalt. Tizenhárom évesen apja Európába küldte taníttatni; egy évvel később apja meghalt és a mintegy 20 ezer talléros örökségből ő csak 833 tallért kapott; döntő része nővéreinek jutott.
Először a hallei egyetemen tanult teológiát, majd 1874-ben, 22 évesen átváltott az orvostudományra Leidenben, 1876-tól pedig a botanikára Göttingenben. Doktorátusát 1799-ben szerezte meg az erlangeni természettudományos akadémián, majd a göttingeni egyetemen tanított magántanárként.
1802-ben Párizsba költözött és itt élt egészen haláláig. Az egyik szegénynegyedben bérelt egy hatodik emeleti lakást és a szegények orvosaként tartotta fenn magát. Szerény jövedelmét könyvekre, növénygyűjteményére és tanulmányainak publikálására költötte. Nem házasodott meg. Öregkorában, 1834-ben a holland királyra hagyta tekintélyes herbáriumát és könyvtárát, cserébe egy szerény, 800 forintos évjáradékért, de két évvel később, 1836-ban meghalt.

## Munkássága
Persoon első botanikai munkája az 1790-1793 között három kötetben megjelentetett Abbildungen der Schwämme ("A gombák képei"). 1805-1807 között két kötetben kiadta a mintegy 20 ezer növényfajt tartalmazó Synopsis plantarum-át. Legfontosabb munkája azonban a gombák rendszertanának – amelyet Linné csak nagy vonalakban vázolt fel – részletes kidolgozása. Jelentősebb publikációi ebben a témában az Observationes Mycologicae (1795 – 1799), a Tentamen Dispositionis Methodicae Fungorum in – Classes, Ordines, Generae et Familias (1797), a Synopsis Methodicae Fungorum (1801) és a befejezetlenül maradt Mycologia Europaea (1822 – 1828). A kalaposgombákon kívül úttörő munkát végzett a taplók, pöfetegek, gabonarozsdák, üszögök rendszerezésében. Számos európai taplófajt írt le, de a francia botanikus, Charles Gaudichaud-Beaupré is küldött neki trópusi mintákat földkörüli útjáról. Kortársa, a svéd Elias Magnus Fries a spórák mikroszkopikus elemzésével részben felülírta Persoon osztályozását és ő aratta le az anyagi és erkölcsi elismerések javát, de a Persoon által kreált taxonok jelentős része máig érvényes. 1815-ben Persoont a Svéd Királyi Tudományos Akadémia levelező tagjává választották.
Róla nevezték el a Persoonia növénynemzetséget, amely mintegy száz ausztráliai cserjefajt foglal magába, valamint a Holland Nemzeti Növénygyűjtemény által publikált gombarendszertani kiadványt, a Persooniá-t.
Botanikai munkákban nevének rövidítése: Pers.

## Fordítás
Ez a szócikk részben vagy egészben  a   Christiaan Hendrik Persoon című angol Wikipédia-szócikk ezen változatának fordításán alapul.  Az eredeti cikk szerkesztőit annak laptörténete sorolja fel. Ez a jelzés csupán a megfogalmazás eredetét és a szerzői jogokat jelzi, nem szolgál a cikkben szereplő információk forrásmegjelöléseként.